# ماکائو (فیلم)
ماکائو (انگلیسی: Macao) فیلمی در ژانر نوآر و درام به کارگردانی جوزف فون اشترنبرگ و نیکلاس ری است که در سال ۱۹۵۲ منتشر شد.

## بازیگران
- رابرت میچام
- جین راسل
- ویلیام بندیکس
- گلوریا گراهام
- توماس گومز
- برد دکستر
- فیلیپ آن
- ولادیمیر سوکولوف
- مایکل ویزاروف